# Bogorodica Ljeviška

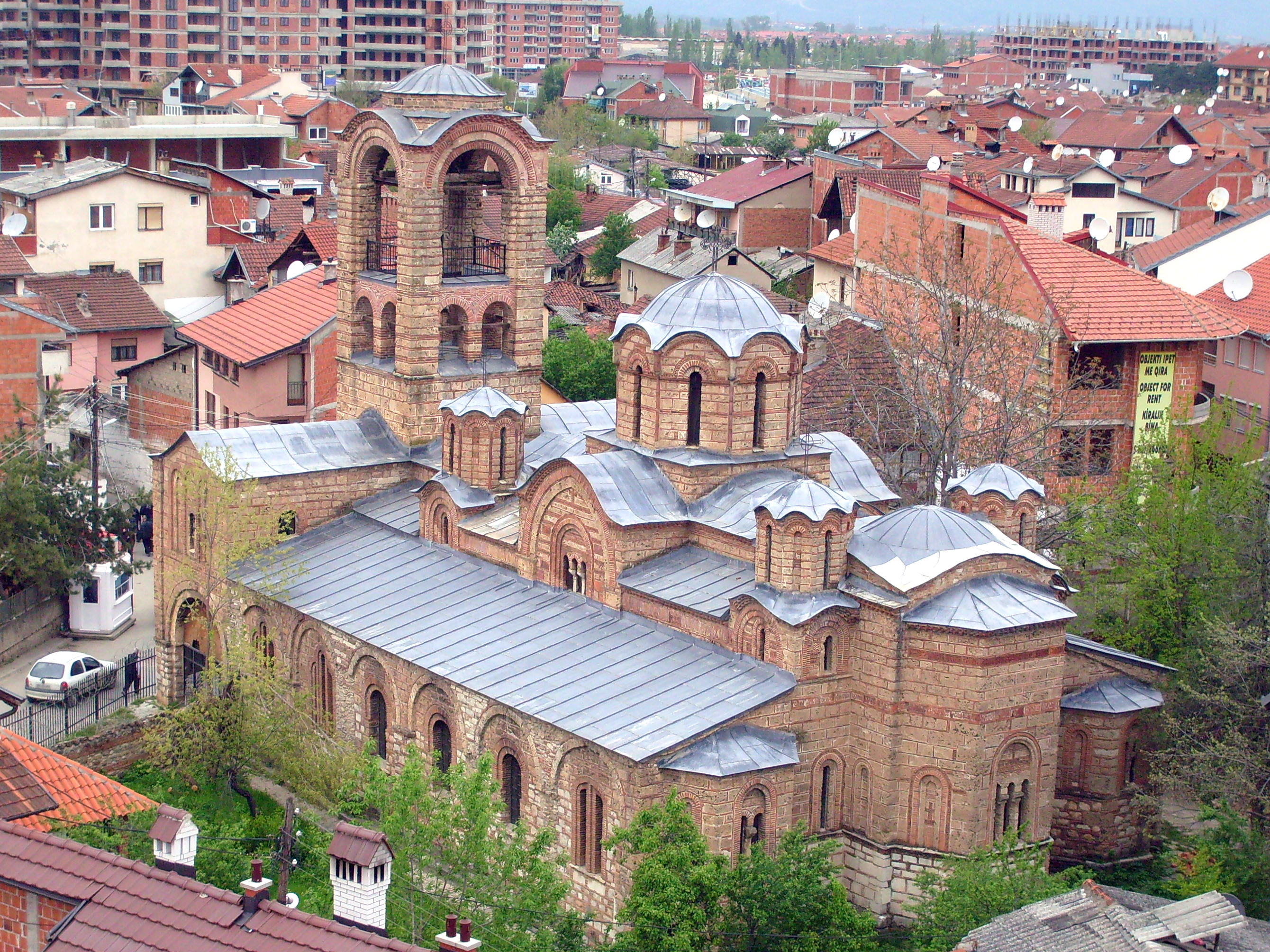
Gottesmutter-Kirche von Ljeviš

Bogorodica Ljeviška (serbisch-kyrillisch Богородица Љевишка, albanisch Kisha e Shën Premtës, oder auch Xhamia e Xhumasë) ist die serbisch-orthodoxe Zentralkirche von Prizren und die Kathedrale der Eparchie Raszien-Prizren.
Im frühen 14. Jahrhundert von König Stefan Uroš II. Milutin gegründet, ist sie die älteste Fünfkuppelkirche der serbischen Kunst. Während der osmanischen Herrschaft wurde sie in eine Moschee umgewidmet. Die stark beschädigten Fresken sind in den 1950er Jahren entdeckt worden. Der Qualität der Ausführung durch die griechischen Maler Michael Astrapes und Eustychios und der baulichen Bedeutung der Kathedrale ist es zu verdanken, dass sie seit 2006 als Bestandteil der Mittelalterlichen Denkmäler im Kosovo in die Liste des UNESCO-Welterbes eingetragen ist. Gleichzeitig wurde die Stadtkathedrale von Prizren wegen der rechtlich unklaren Situation des Kosovo und der schwierigen Sicherheitslage auf die Liste des gefährdeten Welterbes gesetzt.
Albanische Extremisten beschädigten die Kirche 2004 während der Pogrome in der serbischen Provinz gegen die serbischen Einwohner und serbische Kulturgüter im Kosovo stark. Ein Teil der Fresken wurde dabei durch Hitze und Feuer zerstört, die komplette Inneneinrichtung demoliert, sowie Teile der Konstruktion durch das Feuer beschädigt.

## Geschichte
Die Kirche ist auf den Fundamenten einer byzantinischen Basilika aus dem 11. Jahrhundert erbaut. Sie ist ein seltenes Bauwerk, das – einmalig in der Byzantinischen Kunst – einen Glockenturm erhalten hat.

## Fresken
Die durch die Umwandlung in eine Moschee beschädigten Fresken gehören zu den besten Werken der Freskomalerei des 14. Jahrhunderts. Teile der Fresken wurden während der Unruhen im März 2004 bei einem Versuch von Kosovo-Albanern, die Kirche anzuzünden, beschädigt. Ein 50 m² großes Fresko ist durch die Hitze zerborsten. Auch ist die Reinigung der durch den entstandenen Rauch geschwärzten Fresken notwendig. 

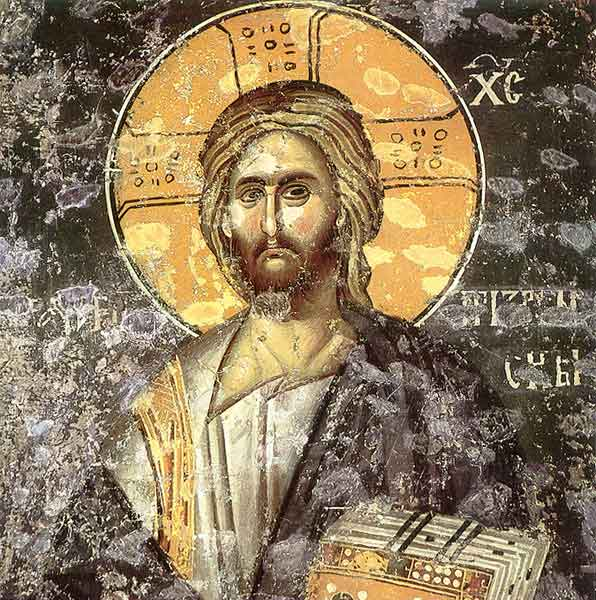
Christus
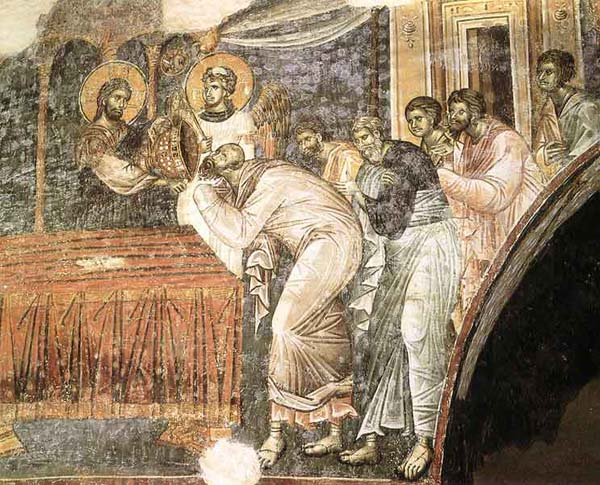
Speisung der Apostel
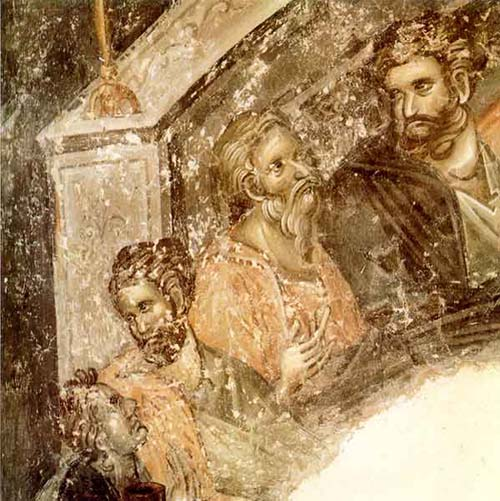
Apostel
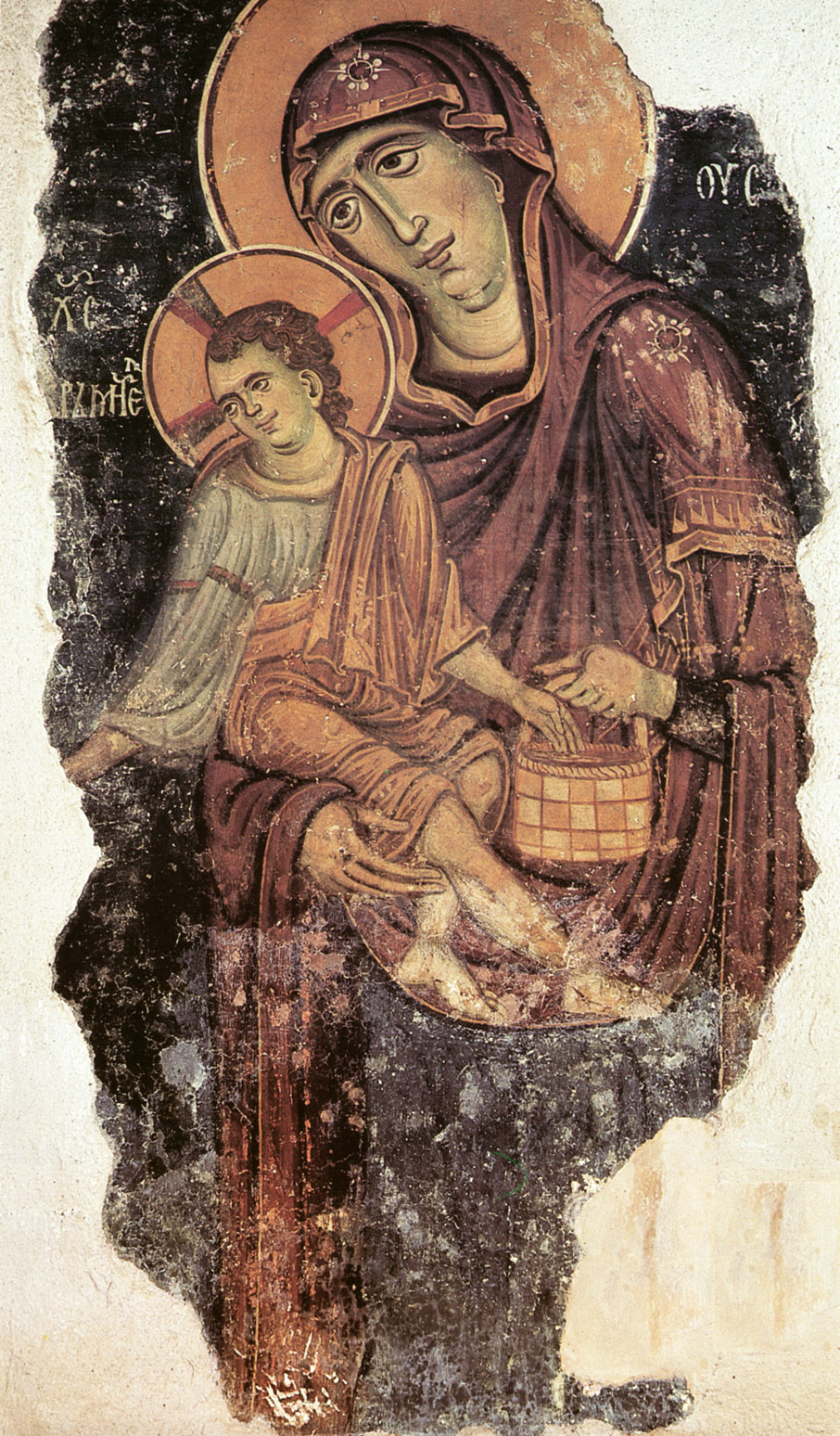
Jesus wird gebadet
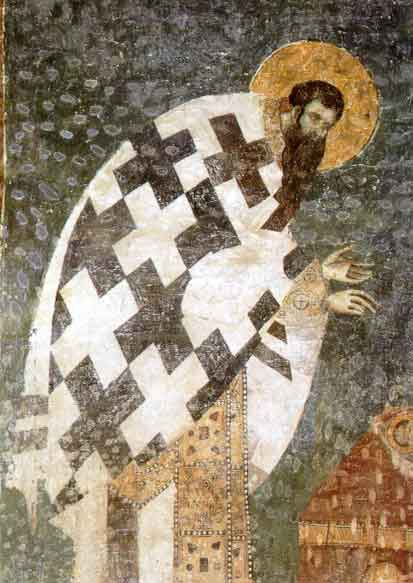
Heiliger Bisilius
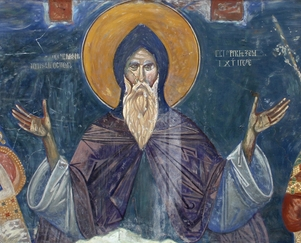
Heiliger Simeon